# Gold Dust Woman
"Gold Dust Woman" är en låt av rockgruppen Fleetwood Mac, skriven och sjungen av Stevie Nicks. Låten återfinns på albumet Rumours (1977) och är även b-sida på singeln "You Make Loving Fun".
Låten har spelats in av ett flertal artister, däribland Waylon Jennings (Waylon & Willie, 1978), Hole (The Crow: City of Angels, 1996), Sister Hazel (Legacy: A Tribute to Fleetwood Mac's Rumours, 1998), Sheryl Crow (Sheryl Crow and Friends: Live from Central Park, 1999) och The Spill Canvas (Denial Feels So Good, 2007). Holes version släpptes även på singel 1996 som uppnådde plats 31 på Billboard-listan Modern Rock Tracks.